# Tatabánya KC
Maillots
Dernière mise à jour : 15 mars 2024.
Le Tatabánya Kézilabda Club est un club masculin de handball, situé à Tatabánya en Hongrie et évoluant en Championnat de Hongrie.

## Histoire
Fondé en 1942 sous le nom de Tatabányai Sports Club (TSC), le club se développe jusqu'à parvenir dans l'élite du Championnat hongrois en 1955.
Au plus haut niveau du handball hongrois, Tatabánya décroche son premier titre en 1969 en remportant la Coupe de Hongrie. En 1974, le club remporte son premier Championnat de Hongrie suivi de trois autres, en  1978, 1979 et en 1984 ainsi qu'une deuxième Coupe de Hongrie en 1977.

## Palmarès
| Compétitions nationales | Compétitions internationales                                                                                              |
| --- | --- |
| - Championnat de Hongrie - Vainqueur (4) : 1974, 1978, 1979, 1984 - Vice-champion (3) : 1976, 1977 et 1982 - Coupe de Hongrie - Vainqueur (2) : 1969, 1978 - Finaliste (5) : 1976, 1981, 1983, 1984 et 1989 | - Coupe des clubs champions (C1) - 1/4 de finaliste en 1980 - Coupe des vainqueurs de coupe (C2) - demi-finaliste en 1979 |

## Effectif actuel
L'effectif pour la saison 2023–24 est :
- Gardiens de buts
  - 12  Márton Székely
  - 16  László Bartucz
- Ailiers gauches
  - 15  Cristian Ugalde
  - 88  Bence Krakovszki
- Ailiers droits
  - 26  Pedro Rodríguez Álvarez
  - 32  Enomoto Yuga
- Pivots
  - 11  Petar Topic
  - 23  Uroš Vilovski
  - 78  Huba Vajda
- Arrières gauches
  - 13  Reza Yadegari
  - 17  Andrej Pergel
  - 20  Christian Dissinger
- Demi-centres
  - 07  Ádám Juhász
  - 09  Josip Perić
  - 14  Márkó Eklemovic
  - 22  Mátyás Győri
- Arrières droits
  - 02  Mateo Maraš
  - 27  Gábor Ancsin
- Entraîneur
  -  Dragan Đukić

## Campagnes européennes
| Saison    | Compétition                    | Tour          | Adversaire                | Scores               | Scores               | Scores               |
| Saison    | Compétition                    | Tour          | Adversaire                | Aller                | Retour               | Total                |
| --------- | ------------------------------ | ------------- | ------------------------- | -------------------- | -------------------- | -------------------- |
| 1978-1979 | Coupe des coupes (C2)          | 1/8 de finale | ES Saint-Martin d'Hères   | 33-17                | 22-22                | 55-39                |
| 1978-1979 | Coupe des coupes (C2)          | 1/4 de finale | Víkingur Reykjavik        | Víkingur disqualifié | Víkingur disqualifié | Víkingur disqualifié |
| 1978-1979 | Coupe des coupes (C2)          | 1/2 finale    | VfL Gummersbach           | 21-21                | 18-10                | 31-39                |
| 1979-1980 | Coupe des clubs champions (C1) | 2e tour       | TuS Hofweier              | 19-14                | 19-16                | 35-33                |
| 1979-1980 | Coupe des clubs champions (C1) | 1/4 de finale | HC Dukla Prague           | 19-18                | 23-21                | 40-41                |
| 1980-1981 | Coupe des clubs champions (C1) | 1er tour      | Beşiktaş JK               | 49-16                | 28-41                | 90-44                |
| 1980-1981 | Coupe des clubs champions (C1) | 2e tour       | Víkingur Reykjavik        | 23-22                | 21-20                | 43-43                |
| 1981-1982 | Coupe de l'IHF (C3)            | 1/8 de finale | SC DHfK Leipzig           | 30-23                | 27-20                | 50-50                |
| 1982-1983 | Coupe de l'IHF (C3)            | 1/8 de finale | RTV 1879 Bâle             | 32-30                | 22-27                | 59-52                |
| 1982-1983 | Coupe de l'IHF (C3)            | 1/4 de finale | ZTR Zaporojié             | 26-26                | 29-18                | 44-55                |
| 1983-1984 | Coupe de l'IHF (C3)            | 1/8 de finale | Ystads IF                 | 32-18                | 28-21                | 53-46                |
| 1983-1984 | Coupe de l'IHF (C3)            | 1/4 de finale | FH Hafnarfjörður          | 35-27                | 19-20                | 55-46                |
| 1983-1984 | Coupe de l'IHF (C3)            | 1/2 finale    | TV Großwallstadt          | 23-22                | 22-20                | 43-44                |
| 1985-1986 | Coupe des clubs champions (C1) | 1er tour      | Ionikós de Néa Filadélfia | 36-11                | 20-41                | 77-31                |
| 1985-1986 | Coupe des clubs champions (C1) | 2e tour       | HC Dukla Prague           | 24-24                | 29-23                | 47-53                |
| 1989-1990 | Coupe de l'IHF (C3)            | 1er tour      | HC Dukla Prague           | 22-20                | 38-25                | 47-58                |
| 2004-2005 | Coupe de l'EHF (C3)            | 2e tour       | HB Esch                   | 38-20                | 30-34                | 72-50                |
| 2004-2005 | Coupe de l'EHF (C3)            | 3e tour       | US Dunkerque HB           | 31-27                | 36-23                | 54-63                |
| 2005-2006 | Coupe de l'EHF (C3)            | 2e tour       | SKA Minsk                 | 33-22                | 30-36                | 69-52                |
| 2005-2006 | Coupe de l'EHF (C3)            | 3e tour       | Wacker Thun               | 30-27                | 37-31                | 61-64                |
| 2010-2011 | Coupe de l'EHF (C3)            | 3e tour       | RK Borac Banja Luka       | 29-21                | 23-25                | 54-44                |
| 2010-2011 | Coupe de l'EHF (C3)            | 1/8 de finale | Naturhouse La Rioja       | 30-25                | 39-26                | 56-64                |
| 2011-2012 | Coupe de l'EHF (C3)            | 2e tour       | PAOK Salonique            | 29-25                | 23-27                | 56-48                |
| 2011-2012 | Coupe de l'EHF (C3)            | 3e tour       | Frisch Auf Göppingen      | 26-28                | 34-25                | 51-62                |
| 2012-2013 | Coupe de l'EHF (C3)            | 2e tour       | Elverum Håndball          | 23-27                | 32-23                | 46-59                |
| 2013-2014 | Coupe de l'EHF (C3)            | 1er tour      | Achilles Bocholt          | 30-22                | 30-35                | 65-52                |
| 2013-2014 | Coupe de l'EHF (C3)            | 2e tour       | Lugi HF                   | 20-24                | 27-27                | 47-51                |
| 2014-2015 | Coupe de l'EHF (C3)            | 2e tour       | HB Esch                   | 25-25                | 24-25                | 50-49                |
| 2014-2015 | Coupe de l'EHF (C3)            | 3e tour       | Saint-Pétersbourg HC      | 23-22                | 32-24                | 47-53                |
| 2015-2016 | Coupe de l'EHF (C3)            | 3e tour       | Ystads IF                 | 20-31                | 28-28                | 48-59                |
| 2016-2017 | Coupe de l'EHF (C3)            | 3e tour       | Maccabi Rishon LeZion     | 35-23                | 26-28                | 63-49                |
| 2016-2017 | Coupe de l'EHF (C3)            | Poule C       | KIF Kolding               | 28-26                | 26-29                | Poule                |
| 2016-2017 | Coupe de l'EHF (C3)            | Poule C       | SC Magdeburg              | 28-31                | 30-25                | Poule                |
| 2016-2017 | Coupe de l'EHF (C3)            | Poule C       | Maccabi Tel Aviv          | 27-24                | 20-24                | Poule                |
| 2016-2017 | Coupe de l'EHF (C3)            | 1/4 de finale | Füchse Berlin             | 25-30                | 28-22                | 47-58                |
| 2017-2018 | Coupe de l'EHF (C3)            | 3e tour       | Chambéry SMBHB            | 25-24                | 23-21                | 46-47                |
| 2018-2019 | Coupe de l'EHF (C3)            | 3e tour       | OCI-Lions                 | 31-18                | 27-27                | 58-45                |
| 2018-2019 | Coupe de l'EHF (C3)            | Poule B       | TSV Hannover-Burgdorf     | 28-25                | 27-27                | Poule                |
| 2018-2019 | Coupe de l'EHF (C3)            | Poule B       | Eurofarm Rabotnik         | 30-27                | 21-31                | Poule                |
| 2018-2019 | Coupe de l'EHF (C3)            | Poule B       | RK Nexe Našice            | 27-28                | 26-29                | Poule                |
| 2018-2019 | Coupe de l'EHF (C3)            | 1/4 de finale | Team Tvis Holstebro       | 26-23                | 29-24                | 50-52                |
| 2019-2020 | Coupe de l'EHF (C3)            | 3e tour       | ZTR Zaporijjia            | *27-24               | 27-26*               | *53-51               |
| 2019-2020 | Coupe de l'EHF (C3)            | Poule D       | Naturhouse La Rioja       | *26-25               | non joué             | arrêtée              |
| 2019-2020 | Coupe de l'EHF (C3)            | Poule D       | Füchse Berlin             | 27-27*               | non joué             | arrêtée              |
| 2019-2020 | Coupe de l'EHF (C3)            | Poule D       | PAUC Handball             | *24-24               | 26-22*               | arrêtée              |
| 2020-2021 | Ligue européenne (C3)          | Poule D       | RK Eurofarm Pelister      | 21-19*               | *21-24               | 6e/6                 |
| 2020-2021 | Ligue européenne (C3)          | Poule D       | Rhein-Neckar Löwen        | *26-32               | 37-30*               | 6e/6                 |
| 2020-2021 | Ligue européenne (C3)          | Poule D       | RK Trimo Trebnje          | *26-28               | 32-28*               | 6e/6                 |
| 2020-2021 | Ligue européenne (C3)          | Poule D       | Kadetten Schaffhouse      | 27-23*               | *30-32               | 6e/6                 |
| 2020-2021 | Ligue européenne (C3)          | Poule D       | GOG Håndbold              | 30-28*               | *32-35               | 6e/6                 |

## Identité du club

Ancien logo
Logo en 2020-2021

## Personnalités liées au club
Deux joueurs du club ont leur numéro retiré :
- '5 : / Ivo Díaz (de), demi-centre, au club de 2009 à 2016 (numéro 5 retiré)
- 18  Ferenc Ilyés (en), arrière gauche, au club de 2016 à 2021

Parmi les autres joueurs, on trouve :
- Gábor Ancsin : de 2019 à 2024
- Zsolt Balogh (en) : de 2019 à 2022
- Attila Borsos : de 1984 à 1988 puis de 1990 à 1991
- Richárd Bodó (en) : de 2011 à 2016
- Tamás Iváncsik : de 2003 à 2006
- Sándor Kaló : dans les années 1960/70, double meilleur handballeur de l'année en Hongrie
- László Marosi (en) : de 1978 à 1990, sextuple meilleur buteur du championnat, double meilleur handballeur de l'année en Hongrie
- Sadou N'Tanzi : à partir de 2024
- Lajos Simó : dans les années 1960/70, triple meilleur handballeur de l'année en Hongrie
- Miloš Vujović : de 2016 à 2020